# هيطلية
الهيطلية أو المحلاية، نوع من الحلوى في بلاد الشام، تتخذ من النشاء واللبن والسكر.

## طريقة صنع الهيطلية
يتم نقع القمح لمدة لا تقل عن ثمان ساعات، ثم يتم تصفيته من الماء وخلطه بالخلاط وتصفيته والسائل الناتج يوضع على النار مع السكر والحليب السائل او البودرة ويسكب ويقدم ساخناً بالشتاء.